# United Soccer League 2015
Die 5. United-Soccer-League-Saison war die 26. Saison einer dritten Liga in den USA.
Die Saison begann mit der Regular Season am 21. März 2015. Diese endete am 20. September 2015. Anschließend fanden die Play-offs statt.

## Änderungen gegenüber 2014

### Expansionen
Sieben Major-League-Soccer-Franchises stellen ab dieser Saison eigene Mannschaften für die USL (FC Montréal, New York Red Bulls II, Portland Timbers 2, Real Monarchs, Seattle Sounders FC 2, Toronto FC II und Vancouver Whitecaps 2). Die Franchises Austin Aztex, Charlotte Independence, Colorado Springs Switchbacks, Louisville City, St. Louis FC und Tulsa Roughnecks nehmen zum ersten Mal am Spielbetrieb teil.
Die Franchises Charlotte Eagles und Dayton Dutch Lions haben beschlossen in die USL Premier Development League zu wechseln. Nachdem Orlando City in die Major League Soccer gewechselt war, übernahm der Louisville City FC seine USL-Rechte.

### Änderung des Liganamens
Zur Saison 2015 wurde der Name der Liga von USL Professional Division in United Soccer League geändert. Im Zuge dessen wurde auch das Logo und der Internetauftritt angepasst.

## Mannschaften 2015
| Name                         | Trainer             | Kapitän          | Technischer Sponsor | Trikotsponsor                       |
| ---------------------------- | ------------------- | ---------------- | ------------------- | ----------------------------------- |
| Arizona United               | Michael Dello-Russo | Rob Valentino    | Lotto               |                                     |
| Austin Aztex FC              | Paul Dalglish       | Kyle Hoffer      | Admiral             |                                     |
| Charleston Battery           | Michael Anhaeuser   | Jarad van Schaik | Nike                | SPARC/Teamphoria!                   |
| Charlotte Independence       | Mike Jeffries       | Jorge Herrera    | Nike                | OrthoCarolina                       |
| Colorado Springs Switchbacks | Steve Trittschuh    | Luke Vercollone  | Nike                | Penrose-St. Francis Health Services |
| Harrisburg City Islanders    | Bill Becher         | Jason Pelletier  | Adidas              | Capital Blue Cross                  |
| LA Galaxy II                 | Curt Onalfo         |                  | Adidas              | Herbalife                           |
| Louisville City FC           | James O’Connor      |                  | Adidas              | Humana                              |
| FC Montréal                  | Philippe Eullaffroy |                  | Adidas              | Bank of Montreal                    |
| New York Red Bulls II        | John Wolyniec       |                  | Adidas              | Red Bull                            |
| Oklahoma City Energy         | Jimmy Nielsen       | Michael Thomas   | Admiral             | First Fidelity Bank                 |
| Orange County Blues FC       | Oliver Wyss         | Allen Russell    | Nike                | Sports 1 Marketing                  |
| Pittsburgh Riverhounds       | Mark Steffens       |                  | Nike                | Cochran                             |
| Portland Timbers 2           | Jay Vidovich        |                  | Adidas              |                                     |
| Real Monarchs                | Freddy Juarez       |                  | Adidas              |                                     |
| Richmond Kickers             | Leigh Cowlishaw     | Henry Kalungi    | Adidas              | Woodfin Home Comfort Systems        |
| Rochester Rhinos             | Bob Lilley          | Troy Roberts     | Admiral             | Bimbo Bakeries USA                  |
| St. Louis FC                 | Dale Schilly        |                  | Nike                |                                     |
| Sacramento Republic          | Preki               | Rodrigo López    | Lotto               | UC Davis Children’s Hospital        |
| Seattle Sounders FC 2        | Ezra Hendrickson    |                  | Adidas              |                                     |
| Toronto FC II                | Jason Bent          |                  | Adidas              |                                     |
| Tulsa Roughnecks             | David Irving        |                  | Admiral             | Modelo Especial                     |
| Vancouver Whitecaps 2        | Alan Koch           |                  | Adidas              |                                     |
| Wilmington Hammerheads       | Carson Porter       | Tom Parratt      | Nike                | New Hanover Regional Medical Center |

## Modus
Zur Saison 2015 wurde die Liga in zwei Conferences, West und East, aufgeteilt. Jede Mannschaft trägt 28 Spiele aus. Innerhalb der Conferences spielt jedes Team zweimal gegen die jeweils anderen Mannschaften. Hinzukommenden spielt jede Mannschaft gegen drei Mannschaften aus der jeweils anderen Conference. Am Ende der Regular Season qualifizieren sich die besten sechs Mannschaften für die Play-offs.

## Regular Season

### Tabellen
Stand: 24. September 2015

#### Eastern Conference
| Pl. | Verein                    | Sp. | S  | U  | N  | Tore    | Diff. | Punkte |
| --- | ------------------------- | --- | -- | -- | -- | ------- | ----- | ------ |
| 1.  | Rochester Rhinos          | 28  | 17 | 10 | 1  | 040:150 | +25   | 61     |
| 2.  | Louisville City FC        | 28  | 14 | 6  | 8  | 055:340 | +21   | 48     |
| 3.  | Charleston Battery        | 28  | 12 | 10 | 6  | 043:280 | +15   | 46     |
| 4.  | New York Red Bulls II     | 28  | 12 | 6  | 10 | 046:450 | +1    | 42     |
| 5.  | Pittsburgh Riverhounds    | 28  | 11 | 8  | 9  | 053:420 | +11   | 41     |
| 6.  | Richmond Kickers          | 28  | 10 | 11 | 7  | 041:350 | +6    | 41     |
| 7.  | Charlotte Independence    | 28  | 10 | 10 | 8  | 038:350 | +3    | 40     |
| 8.  | Harrisburg City Islanders | 28  | 11 | 6  | 11 | 049:530 | −4    | 39     |
| 9.  | St. Louis FC              | 28  | 8  | 9  | 11 | 030:400 | −10   | 33     |
| 10. | FC Montréal 1             | 28  | 8  | 4  | 16 | 032:460 | −14   | 28     |
| 11. | Toronto FC II 1           | 28  | 6  | 5  | 17 | 026:520 | −26   | 23     |
| 12. | Wilmington Hammerheads    | 28  | 3  | 10 | 15 | 022:420 | −20   | 19     |

#### Western Conference
| Pl. | Verein                       | Sp. | S  | U | N  | Tore    | Diff. | Punkte |
| --- | ---------------------------- | --- | -- | - | -- | ------- | ----- | ------ |
| 1.  | Orange County Blues FC       | 28  | 14 | 5 | 9  | 038:340 | +4    | 47     |
| 2.  | Oklahoma City Energy         | 28  | 13 | 8 | 7  | 044:360 | +8    | 47     |
| 3.  | Colorado Springs Switchbacks | 28  | 14 | 4 | 10 | 053:350 | +18   | 46     |
| 4.  | Sacramento Republic          | 28  | 13 | 7 | 8  | 043:310 | +12   | 46     |
| 5.  | LA Galaxy II                 | 28  | 14 | 3 | 11 | 039:310 | +8    | 45     |
| 6.  | Seattle Sounders 2           | 28  | 13 | 3 | 12 | 045:420 | +3    | 42     |
| 7.  | Tulsa Roughnecks             | 28  | 11 | 6 | 11 | 049:460 | +3    | 39     |
| 8.  | Portland Timbers 2           | 28  | 11 | 2 | 15 | 038:450 | −7    | 35     |
| 9.  | Austin Aztex FC              | 28  | 10 | 3 | 15 | 032:410 | −9    | 33     |
| 10. | Arizona United               | 28  | 10 | 2 | 16 | 031:550 | −24   | 32     |
| 11. | Vancouver Whitecaps 2 1      | 28  | 8  | 6 | 14 | 039:530 | −14   | 30     |
| 12. | Real Monarchs                | 20  | 7  | 0 | 13 | 032:420 | −10   | 21     |

| (M)   | Meister 2014            |
| (CoC) | Commissioner’s Cup 2014 |

## Play-offs
Die Play-offs begannen am 26. September 2015 und werden am 17. Oktober 2015 mit dem Finale enden.

### Erste Runde
| Datum  |                              | Ergebnis        |                        |
| ------ | ---------------------------- | --------------- | ---------------------- |
| 25.09. | Colorado Springs Switchbacks | 2:0 (2:0)       | Seattle Sounders FC 2  |
| 26.09. | New York Red Bulls II        | 4:2 n. V. (0:1) | Pittsburgh Riverhounds |
| 26.09. | Charleston Battery           | 2:1 n. V. (0:1) | Richmond Kickers       |
| 26.09. | Sacramento Republic          | 0:1 (0:1)       | LA Galaxy II           |

### Conference Halbfinale

#### Eastern Conference
| Datum  |                    | Ergebnis  |                       |
| ------ | ------------------ | --------- | --------------------- |
| 03.10. | Rochester Rhinos   | 2:0 (0:0) | New York Red Bulls II |
| 03.10. | Louisville City FC | 2:0 n. V. | Charleston Battery    |

#### Western Conference
| Datum  |                        | Ergebnis                    |                              |
| ------ | ---------------------- | --------------------------- | ---------------------------- |
| 03.10. | Orange County Blues FC | 0:2 (0:1)                   | LA Galaxy II                 |
| 04.10. | Oklahoma City Energy   | 2:2 n. V. (1:1) (4:3 n. E.) | Colorado Springs Switchbacks |

### Conference-Finale

#### Eastern Conference
| Datum  |                  | Ergebnis |                    |
| ------ | ---------------- | -------- | ------------------ |
| 10.10. | Rochester Rhinos | 1:0      | Louisville City FC |

#### Western Conference
| Datum  |                      | Ergebnis |              |
| ------ | -------------------- | -------- | ------------ |
| 03.10. | Oklahoma City Energy | 1:2      | LA Galaxy II |

### USL Championship Finale
| Datum  |                  | Ergebnis |              |
| ------ | ---------------- | -------- | ------------ |
| 17.10. | Rochester Rhinos | 2:1      | LA Galaxy II |

## Torschützenliste
| Platz | Spieler         |                     | Klub                         | Tore |
| ----- | --------------- | ------------------- | ---------------------------- | ---- |
| 1     | Matthew Fondy   | Vereinigte Staaten  | Louisville City FC           | 22   |
| 2     | Danni König     | Danemark            | Oklahoma City Energy         | 21   |
| 3     | Rob Vincent     | England             | Pittsburgh Riverhounds       | 18   |
| 4     | Long Tan        | China Volksrepublik | Arizona United               | 14   |
| 4     | Luke Vercollone | Vereinigte Staaten  | Colorado Springs Switchbacks | 14   |
| 6     | Jason Yeisley   | Vereinigte Staaten  | Richmond Kickers             | 13   |
| 7     | Kharlton Belmar | Vereinigte Staaten  | Portland Timbers 2           | 12   |
| 8     | Dane Kelly      | Jamaika             | Charleston Battery           | 11   |
| 8     | Ariel Lassiter  | Costa Rica          | LA Galaxy II                 | 11   |
| 10    | Miguel Gonzalez | Mexiko              | Colorado Springs Switchbacks | 10   |
| 10    | Kevin Kerr      | Schottland          | Pittsburgh Riverhounds       | 10   |
| 10    | Rodrigo López   | Vereinigte Staaten  | Sacramento Republic          | 10   |
| 10    | Jason Plumhoff  | Vereinigte Staaten  | Harrisburg City Islanders    | 10   |

Quelle: